# Meioneta canariensis
Meioneta canariensis là một loài nhện trong họ Linyphiidae.
Loài này thuộc chi Meioneta. Meioneta canariensis được Jörg Wunderlich miêu tả năm 1987.